# Seznam viceprezidentů Spojených států amerických
Toto je seznam viceprezidentů Spojených států amerických, respektive osob, které tento druhý nejvyšší exekutivní úřad USA zastávaly. Slib skládají v den inaugurace prezidenta. Prezidentský kandidát navrhuje do tohoto úřadu konkrétní osobu, která musí být poté schválena vnitrostranickým nominačním sjezdem (stejně jako on). Viceprezident je zvolen na společné kandidátce s prezidentem. 
Dle původního znění Ústavy byl viceprezidentem zvolen ten prezidentský kandidát, který obdržel druhý nejvyšší počet hlasů volitelů. Toto řešení vedlo v prezidentských volbách roku 1796 k situaci, že dva nejvyšší představitelé státu pocházeli ze soupeřících politických táborů a odmítali spolupracovat. Proto byl v roce 1804 přijat Dvanáctý dodatek ústavy, který zavedl oddělenou volbu, kdy každý volitel má jeden hlas pro volbu prezidenta a jeden hlas pro volbu viceprezidenta. V případě, že by většinu nezískal žádný z viceprezidentských kandidátů, rozhodl by Senát mezi dvěma nejúspěšnějšími. 
V případě uprázdnění úřadu viceprezidenta během trvání mandátu (pokud ten rezignoval, zemřel nebo se stal prezidentem), nebylo ústavně ošetřeno obsazení uprázdněné pozice. To vedlo do roku 1965 k třinácti obdobím, kdy nebyl úřad viceprezidenta obsazen. Během třináctého takového období byl v roce 1965 Kongresem předložen a o dva roky později státy schválen Dvanáctý pátý dodatek Ústavy. Ten dal prezidentu možnost navrhnout kandidáta na uprázdněný post, kterého museli schválit většinou hlasů v obou komorách Kongresu. 

## Seznam viceprezidentů USA
| Pořadí a jméno | Pořadí a jméno                                         | Portrét                                                | Funkční období                                                           | Strana                                                 | Prezident                 |
| -------------- | ------------------------------------------------------ | ------------------------------------------------------ | ------------------------------------------------------------------------ | ------------------------------------------------------ | ------------------------- |
| 1.             | John Adams                                             |                                                        | 21. dubna 1789 – 4. března 1797 (poté prezident)                         | Federalistická strana                                  | George Washington         |
| 2.             | Thomas Jefferson                                       |                                                        | 4. března 1797 – 4. března 1801 (poté prezident)                         | Demokraticky-republikánská strana                      | John Adams                |
| 3.             | Aaron Burr                                             |                                                        | 4. března 1801 – 4. března 1805                                          | Demokraticky-republikánská strana                      | Thomas Jefferson          |
| 4.             | George Clinton                                         |                                                        | 4. března 1805 – 20. dubna 1812 (úmrtí v úřadu)                          | Demokraticky-republikánská strana                      | Thomas Jefferson          |
| 4.             | George Clinton                                         | James Madison                                          | 4. března 1805 – 20. dubna 1812 (úmrtí v úřadu)                          | Demokraticky-republikánská strana                      |                           |
| –              | úřad neobsazen od 20. dubna 1812 do 4. března 1813     | úřad neobsazen od 20. dubna 1812 do 4. března 1813     | úřad neobsazen od 20. dubna 1812 do 4. března 1813                       | úřad neobsazen od 20. dubna 1812 do 4. března 1813     |                           |
| 5.             | Elbridge Gerry                                         |                                                        | 4. března 1813 – 23. listopadu 1814 (úmrtí v úřadu)                      | Demokraticky-republikánská strana                      |                           |
| –              | úřad neobsazen od 23. listopadu 1814 do 4. března 1817 | úřad neobsazen od 23. listopadu 1814 do 4. března 1817 | úřad neobsazen od 23. listopadu 1814 do 4. března 1817                   | úřad neobsazen od 23. listopadu 1814 do 4. března 1817 |                           |
| 6.             | Daniel D. Tompkins                                     |                                                        | 4. března 1817 – 4. března 1825                                          | Demokraticky-republikánská strana                      | James Monroe              |
| 7.             | John Caldwell Calhoun                                  |                                                        | 4. března 1825 – 28. prosince 1832 (rezignoval)                          | Demokraticky-republikánská strana                      | John Quincy Adams         |
| 7.             | John Caldwell Calhoun                                  | Andrew Jackson                                         | 4. března 1825 – 28. prosince 1832 (rezignoval)                          | Demokraticky-republikánská strana                      |                           |
| –              | úřad neobsazen od 28. prosince 1832 do 4. března 1833  | úřad neobsazen od 28. prosince 1832 do 4. března 1833  | úřad neobsazen od 28. prosince 1832 do 4. března 1833                    | úřad neobsazen od 28. prosince 1832 do 4. března 1833  |                           |
| 8.             | Martin Van Buren                                       |                                                        | 4. března 1833 – 4. března 1837                                          | Demokratická strana                                    |                           |
| 9.             | Richard Mentor Johnson                                 |                                                        | 4. března 1837 – 4. března 1841                                          | Demokratická strana                                    | Martin van Buren          |
| 10.            | John Tyler                                             |                                                        | 4. března 1841 – 4. dubna 1841 (nejkratší období 31 dní, poté prezident) | Strana Whigů                                           | Willliam Henry Harrison   |
| –              | úřad neobsazen od 4. dubna 1841 do 4. března 1845      | úřad neobsazen od 4. dubna 1841 do 4. března 1845      | úřad neobsazen od 4. dubna 1841 do 4. března 1845                        | úřad neobsazen od 4. dubna 1841 do 4. března 1845      | John Tyler                |
| 11.            | George Mifflin Dallas                                  |                                                        | 4. března 1845 – 4. března 1849                                          | Demokratická strana                                    | James Polk                |
| 12.            | Millard Fillmore                                       |                                                        | 4. března 1849 – 9. července 1850 (poté prezident)                       | Strana Whigů                                           | Zachary Taylor            |
| –              | úřad neobsazen od 9. července 1850 do 4. března 1853   | úřad neobsazen od 9. července 1850 do 4. března 1853   | úřad neobsazen od 9. července 1850 do 4. března 1853                     | úřad neobsazen od 9. července 1850 do 4. března 1853   | Millard Fillmore          |
| 13.            | William Rufus King                                     |                                                        | 4. března 1853 – 18. dubna 1853 (úmrtí v úřadu)                          | Demokratická strana                                    | Franklin Pierce           |
| –              | úřad neobsazen od 18. dubna 1853 do 4. března 1857     | úřad neobsazen od 18. dubna 1853 do 4. března 1857     | úřad neobsazen od 18. dubna 1853 do 4. března 1857                       | úřad neobsazen od 18. dubna 1853 do 4. března 1857     | William R. King           |
| 14.            | John Cabell Breckinridge                               |                                                        | 4. března 1857 – 4. března 1861                                          | Demokratická strana                                    | James Buchanan            |
| 15.            | Hannibal Hamlin                                        |                                                        | 4. března 1861 – 4. března 1865                                          | Republikánská strana                                   | Abraham Lincoln           |
| 16.            | Andrew Johnson                                         |                                                        | 4. března 1865 – 15. dubna 1865 (poté prezident)                         | Strana národní unie                                    | Abraham Lincoln           |
| –              | úřad neobsazen od 15. dubna 1865 do 4. března 1869     | úřad neobsazen od 15. dubna 1865 do 4. března 1869     | úřad neobsazen od 15. dubna 1865 do 4. března 1869                       | úřad neobsazen od 15. dubna 1865 do 4. března 1869     | Andrew Johnson            |
| 17.            | Schuyler Colfax                                        |                                                        | 4. března 1869 – 4. března 1873                                          | Republikánská strana                                   | Ulysses S. Grant          |
| 18.            | Henry Wilson                                           |                                                        | 4. března 1873 – 22. listopadu 1875 (úmrtí v úřadu)                      | Republikánská strana                                   | Ulysses S. Grant          |
| –              | úřad neobsazen od 22. listopadu 1875 do 4. března 1877 | úřad neobsazen od 22. listopadu 1875 do 4. března 1877 | úřad neobsazen od 22. listopadu 1875 do 4. března 1877                   | úřad neobsazen od 22. listopadu 1875 do 4. března 1877 | Ulysses S. Grant          |
| 19.            | William Almon Wheeler                                  |                                                        | 4. března 1877 – 4. března 1881                                          | Republikánská strana                                   | Rutheford Hayes           |
| 20.            | Chester Alan Arthur                                    |                                                        | 4. března 1881 – 19. září 1881 (poté prezident)                          | Republikánská strana                                   | James Garfield            |
| –              | úřad neobsazen od 19. září 1881 do 4. března 1885      | úřad neobsazen od 19. září 1881 do 4. března 1885      | úřad neobsazen od 19. září 1881 do 4. března 1885                        | úřad neobsazen od 19. září 1881 do 4. března 1885      | Chester A. Arthur         |
| 21.            | Thomas Andrews Hendricks                               |                                                        | 4. března 1885 – 25. listopadu 1885 (úmrtí v úřadu)                      | Demokratická strana                                    | Grover Cleveland          |
| –              | úřad neobsazen od 25. listopadu 1885 do 4. března 1889 | úřad neobsazen od 25. listopadu 1885 do 4. března 1889 | úřad neobsazen od 25. listopadu 1885 do 4. března 1889                   | úřad neobsazen od 25. listopadu 1885 do 4. března 1889 | Grover Cleveland          |
| 22.            | Levi Parsons Morton                                    |                                                        | 4. března 1889 – 4. března 1893                                          | Republikánská strana                                   | Benjamin Harrison         |
| 23.            | Adlai Ewing Stevenson                                  |                                                        | 4. března 1893 – 4. března 1897                                          | Demokratická strana                                    | Grover Cleveland          |
| 24.            | Garret Augustus Hobart                                 |                                                        | 4. března 1897 – 21. listopadu 1899 (úmrtí v úřadu)                      | Republikánská strana                                   | William McKinley          |
| –              | úřad neobsazen od 21. listopadu 1899 do 4. března 1901 | úřad neobsazen od 21. listopadu 1899 do 4. března 1901 | úřad neobsazen od 21. listopadu 1899 do 4. března 1901                   | úřad neobsazen od 21. listopadu 1899 do 4. března 1901 | William McKinley          |
| 25.            | Theodore Roosevelt                                     |                                                        | 4. března 1901 – 14. září 1901 (poté prezident)                          | Republikánská strana                                   | William McKinley          |
| –              | úřad neobsazen od 14. září 1901 do 4. března 1905      | úřad neobsazen od 14. září 1901 do 4. března 1905      | úřad neobsazen od 14. září 1901 do 4. března 1905                        | úřad neobsazen od 14. září 1901 do 4. března 1905      | Theodore Roosevelt        |
| 26.            | Charles Warren Fairbanks                               |                                                        | 4. března 1905 – 4. března 1909                                          | Republikánská strana                                   | Theodore Roosevelt        |
| 27.            | James S. Sherman                                       |                                                        | 4. března 1909 – 30. října 1912 (úmrtí v úřadu)                          | Republikánská strana                                   | William Howard Taft       |
| –              | úřad neobsazen od 30. října 1912 do 4. března 1913     | úřad neobsazen od 30. října 1912 do 4. března 1913     | úřad neobsazen od 30. října 1912 do 4. března 1913                       | úřad neobsazen od 30. října 1912 do 4. března 1913     | William Howard Taft       |
| 28.            | Thomas Riley Marshall                                  |                                                        | 4. března 1913 – 4. března 1921                                          | Demokratická strana                                    | Woodrow Wilson            |
| 29.            | Calvin Coolidge                                        |                                                        | 4. března 1921 – 2. srpna 1923 (poté prezident)                          | Republikánská strana                                   | Warren G. Harding         |
| –              | úřad neobsazen od 2. srpna 1923 do 4. března 1925      | úřad neobsazen od 2. srpna 1923 do 4. března 1925      | úřad neobsazen od 2. srpna 1923 do 4. března 1925                        | úřad neobsazen od 2. srpna 1923 do 4. března 1925      | Calvin Coolidge           |
| 30.            | Charles Gates Dawes                                    |                                                        | 4. března 1925 – 4. března 1929                                          | Republikánská strana                                   | Calvin Coolidge           |
| 31.            | Charles Curtis                                         |                                                        | 4. března 1929 – 4. března 1933                                          | Republikánská strana                                   | Herbert Hoover            |
| 32.            | John Nance Garner                                      |                                                        | 4. března 1933 – 20. ledna 1941                                          | Demokratická strana                                    | Franklin Delano Roosevelt |
| 33.            | Henry Agard Wallace                                    |                                                        | 20. ledna 1941 – 20. ledna 1945                                          | Demokratická strana                                    | Franklin Delano Roosevelt |
| 34.            | Harry S. Truman                                        |                                                        | 20. ledna 1945 – 12. dubna 1945 (poté prezident)                         | Demokratická strana                                    | Franklin Delano Roosevelt |
| –              | úřad neobsazen od 12. dubna 1945 do 20. ledna 1949     | úřad neobsazen od 12. dubna 1945 do 20. ledna 1949     | úřad neobsazen od 12. dubna 1945 do 20. ledna 1949                       | úřad neobsazen od 12. dubna 1945 do 20. ledna 1949     | Harry S. Truman           |
| 35.            | Alben William Barkley                                  |                                                        | 20. ledna 1949 – 20. ledna 1953                                          | Demokratická strana                                    | Harry S. Truman           |
| 36.            | Richard Nixon                                          |                                                        | 20. ledna 1953 – 20. ledna 1961 (později prezident)                      | Republikánská strana                                   | Dwight D. Eisenhower      |
| 37.            | Lyndon B. Johnson                                      |                                                        | 20. ledna 1961 – 22. listopadu 1963 (poté prezident)                     | Demokratická strana                                    | John F. Kennedy           |
| –              | úřad neobsazen od 22. listopadu 1963 do 20. ledna 1965 | úřad neobsazen od 22. listopadu 1963 do 20. ledna 1965 | úřad neobsazen od 22. listopadu 1963 do 20. ledna 1965                   | úřad neobsazen od 22. listopadu 1963 do 20. ledna 1965 | Lyndon B. Johnson         |
| 38.            | Hubert Humphrey                                        |                                                        | 20. ledna 1965 – 20. ledna 1969                                          | Demokratická strana                                    | Lyndon B. Johnson         |
| 39.            | Spiro Agnew                                            |                                                        | 20. ledna 1969 – 10. října 1973 (rezignoval)                             | Republikánská strana                                   | Richard Nixon             |
| –              | úřad neobsazen od 10. října do 6. prosince 1973        | úřad neobsazen od 10. října do 6. prosince 1973        | úřad neobsazen od 10. října do 6. prosince 1973                          | úřad neobsazen od 10. října do 6. prosince 1973        | Richard Nixon             |
| 40.            | Gerald Ford                                            |                                                        | 6. prosince 1973 – 9. srpna 1974 (poté prezident)                        | Republikánská strana                                   | Richard Nixon             |
| –              | úřad neobsazen od 9. srpna do 19. prosince 1979        | úřad neobsazen od 9. srpna do 19. prosince 1979        | úřad neobsazen od 9. srpna do 19. prosince 1979                          | úřad neobsazen od 9. srpna do 19. prosince 1979        | Gerald Ford               |
| 41.            | Nelson Rockefeller                                     |                                                        | 19. prosince 1974 – 20. ledna 1977                                       | Republikánská strana                                   | Gerald Ford               |
| 42.            | Walter Mondale                                         |                                                        | 20. ledna 1977 – 20. ledna 1981                                          | Demokratická strana                                    | Jimmy Carter              |
| 43.            | George H. W. Bush                                      |                                                        | 20. ledna 1981 – 20. ledna 1989 (poté prezident)                         | Republikánská strana                                   | Ronald Reagan             |
| 44.            | Dan Quayle                                             |                                                        | 20. ledna 1989 – 20. ledna 1993                                          | Republikánská strana                                   | George H. W. Bush         |
| 45.            | Al Gore                                                |                                                        | 20. ledna 1993 – 20. ledna 2001                                          | Demokratická strana                                    | Bill Clinton              |
| 46.            | Dick Cheney                                            |                                                        | 20. ledna 2001 – 20. ledna 2009                                          | Republikánská strana                                   | George W. Bush            |
| 47.            | Joe Biden                                              |                                                        | 20. ledna 2009 – 20. ledna 2017 (později prezident)                      | Demokratická strana                                    | Barack Obama              |
| 48.            | Mike Pence                                             |                                                        | 20. ledna 2017 – 20. ledna 2021                                          | Republikánská strana                                   | Donald Trump              |
| 49.            | Kamala Harrisová                                       |                                                        | 20. ledna 2021 – 20. ledna 2025                                          | Demokratická strana                                    | Joe Biden                 |
| 50.            | J. D. Vance                                            |                                                        | 20. ledna 2025 – úřadující                                               | Republikánská strana                                   | Donald Trump              |